# José Antonio Aguirre
José Antonio Aguirre y Lecube, en euskera, Jose Antonio Agirre Lekube (Bilbao, Vizcaya, 6 de marzo de 1904-París, 22 de marzo de 1960) fue un político español, militante del Partido Nacionalista Vasco y primer lehendakari del Gobierno Provisional del País Vasco, así como consejero de Defensa de aquel primer ejecutivo, labor que asumió durante la guerra civil española. Durante su mandato, el Gobierno Provisional combatió del lado de la Segunda República y se creó el Ejército Vasco (Euzko Gudarostea).

## Infancia y formación

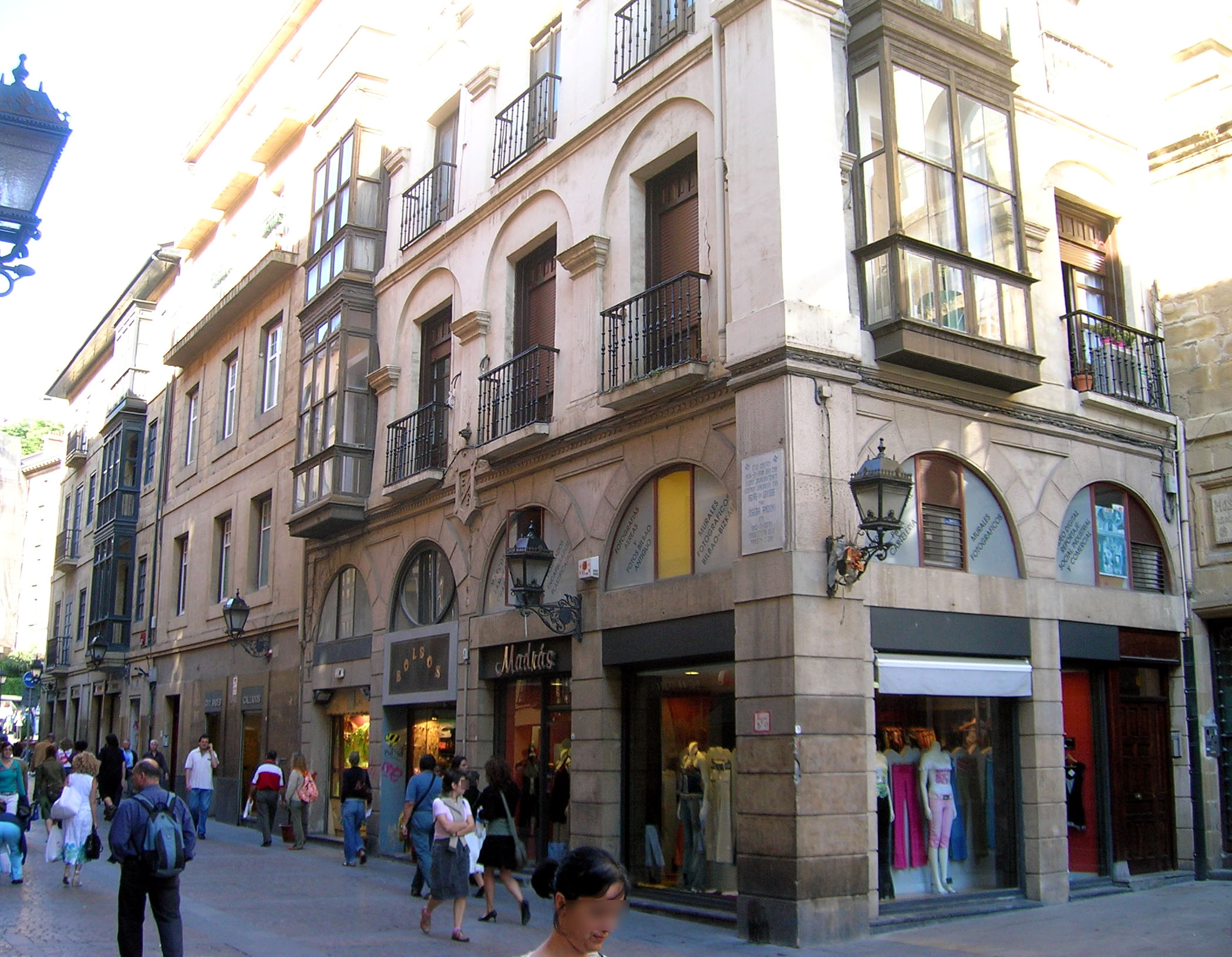
Casa natal de Aguirre en el Casco Viejo de Bilbao.

Jugador del Athletic Club entre 1921 y 1925, abogado graduado en la Universidad de Deusto en 1925 y militante del PNV, antes de lehendakari fue alcalde de la localidad vizcaína de Guecho, así como responsable de la empresa "Cho-Bil", dedicada a la manufactura de chocolate.
A la muerte de su padre, se hace cargo de la fábrica familiar de chocolates. A los veintisiete años de edad, apenas instaurada la Segunda República española, es elegido alcalde de Guecho.

## Estatuto de Autonomía del País Vasco de 1936 y guerra civil española
Aguirre interviene decisivamente en los intentos fallidos de redacción de un Estatuto vasco en 1931 y 1932, en los que se planteaba la autonomía, e incluiría a Navarra.

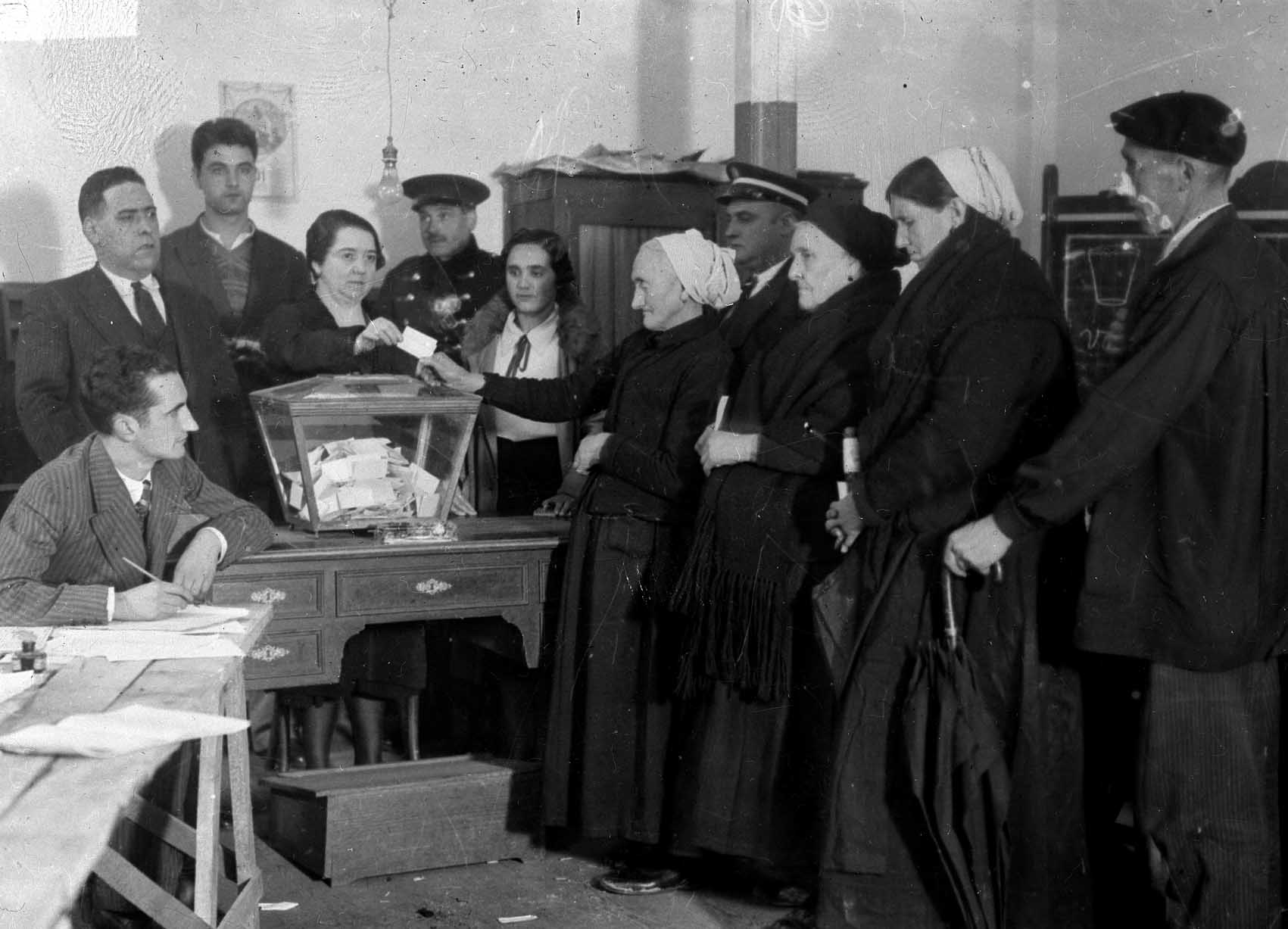
Referéndum autonómico del 5 de noviembre de 1933 en Éibar para la aprobación de un nuevo Estatuto. Foto realizada por Indalecio Ojanguren

El 5 de noviembre de 1933, dos semanas antes de las elecciones generales del 19 de noviembre, se celebra un referéndum en Álava, Guipúzcoa y Vizcaya, que somete a consulta un nuevo texto de Estatuto, el cual definitivamente abandona la inclusión de Navarra. El texto es aprobado por abrumadora mayoría (459 000 votos a favor, 14 000 en contra), aunque en Álava los votos favorables no alcanzan el 50 % del censo electoral.
La disolución de las Cortes Republicanas para celebrar las elecciones generales y luego las reticencias del Gobierno radical y la posición contraria del Partido Carlista a la incorporación de Álava al proceso estatutario van a contribuir a bloquear el Estatuto hasta el 1 de octubre de 1936, desatada ya la Guerra Civil. En esa fecha tuvo lugar la última sesión de Cortes democráticas republicanas que se celebraría en Madrid, y en la que se aprobaría el Estatuto Vasco. Aguirre pronunció un emotivo discurso en el que, además de proclamar su lealtad al Gobierno, condenaba el reciente golpe militar y el fascismo internacional:

Quiero señalar que estamos enfrente del imperialismo y del fascismo por nuestro espíritu cristiano; estamos enfrente de este movimiento subversivo porque a ello nos impelen nuestros principios, nuestros principios honrados y profundamente cristianos.

El historiador Paul Johnson escribió al respecto lo siguiente:

En España la Guerra civil fue posible por la inexistencia de un partido demócrata-cristiano. La Acción Popular católica de Gil Robles era un partido derechista que no se opuso al derrocamiento fascista de la República. El que más se parecía a un líder demócrata-cristiano era el vasco Aguirre; las autoridades católicas lo incluían en la categoría de "los judíos, los masones y los comunistas". Véase Xavier Tusell, Historia de la Democracia Cristiana en España (Madrid, 1975).

## Lendakari del Gobierno de Euskadi

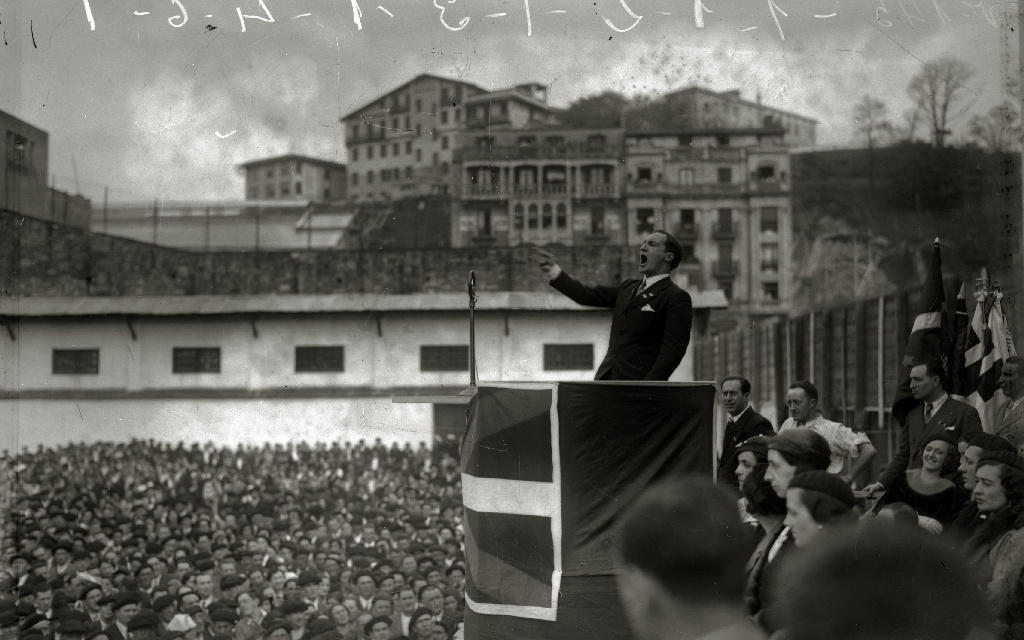
Aguirre en 1933 durante un discurso pronunciado ante el público asistente a un mitin nacionalista en el campo de fútbol de Atocha en San Sebastián.

El 7 de octubre siguiente, en una votación en la que participaron los concejales vizcaínos y algunos de los ediles guipuzcoanos y alaveses (en Álava, como en Navarra, había triunfado la sublevación, y para esa fecha, la práctica totalidad de Guipúzcoa estaba ya en manos de los rebeldes), en la que cada uno de ellos representaba tantos votos como había obtenido en los últimos comicios municipales, José Antonio Aguirre y Lecube fue elegido lendakari. Tras un acto religioso en la basílica de Begoña, en el que juró fidelidad a la fe católica, a las enseñanzas de la Iglesia, a su patria y al partido, se desplazó a Guernica y Luno para realizar, ante su simbólico árbol y en euskera, el famoso juramento de su cargo:

Jainkoaren aurrean apalik,

Eusko Lur gainean zutunik,

asaben gomutaz,

Gernikako Zuhaizpean,

herri ordezkarion aitzinean

nere agindua ondo betetxea zin dagit.

Traducción:

"Humilde ante Dios,

en pie sobre la Tierra Vasca,

en recuerdo de los antepasados,

bajo el Árbol de Guernica,

ante los representantes del pueblo

juro desempeñar fielmente mi cargo."

Formó un gobierno de concertación, en el que estuvieron presentes nacionalistas, socialistas, comunistas y otros sectores republicanos, no sin tensiones entre ellos, que solo desplegó sus poderes en Vizcaya durante unos meses, hasta la caída de Bilbao.
El primer gobierno estuvo compuesto por: Presidencia y Defensa, José Antonio Aguirre (Partido Nacionalista Vasco); Gobernación, Telesforo Monzón (PNV); Justicia y Cultura, Jesús María de Leizaola (PNV); Hacienda, Heliodoro de la Torre (PNV); Comercio y Abastecimientos, Juan Ramón Aldasoro Galarza (Izquierda Republicana); Trabajo, Previsión y Comunicaciones, Juan de los Toyos (Partido Socialista Obrero Español); Industria, Santiago Aznar (PSOE) y Asistencia Social, Juan Gracia (PSOE); Obras Públicas, Juan Astigarrabía (Partido Comunista de España); Agricultura, Gonzalo Nárdiz (Acción Nacionalista Vasca); y Sanidad, Alfredo Espinosa (Unión Republicana).

El Ejército vasco estuvo formado por batallones de diferentes ideologías, al igual que sucedía en el Gobierno. Bien armados, aunque escasamente entrenados, el Euzko Gudarostea llegó a tener 100 000 soldados. Una de las carencias más acuciantes, que terminó por desequilibrar la balanza, fue la ausencia de artillería pesada y aviación. Famosos son los llamamientos desesperados de Aguirre a Indalecio Prieto y Manuel Azaña para que enviaran aparatos al País Vasco. Los historiadores coinciden en que esta posibilidad era inviable por la dificultad de romper el asedio al que estaba sometida Vizcaya. No obstante, en diferentes expediciones, llegaron unos 40 o 50 aviones, la mayoría sobrevolando territorio enemigo, ya que otros enviados a través de Francia fueron retenidos o devueltos, después de desmontar el armamento, a Barcelona o Valencia en virtud de la política de "no intervención". En cualquier caso, la proporción era de 10 a 1 a favor de los sublevados. Otro hecho que contribuyó decisivamente a la derrota fue la falta de un Estado Mayor cualificado.

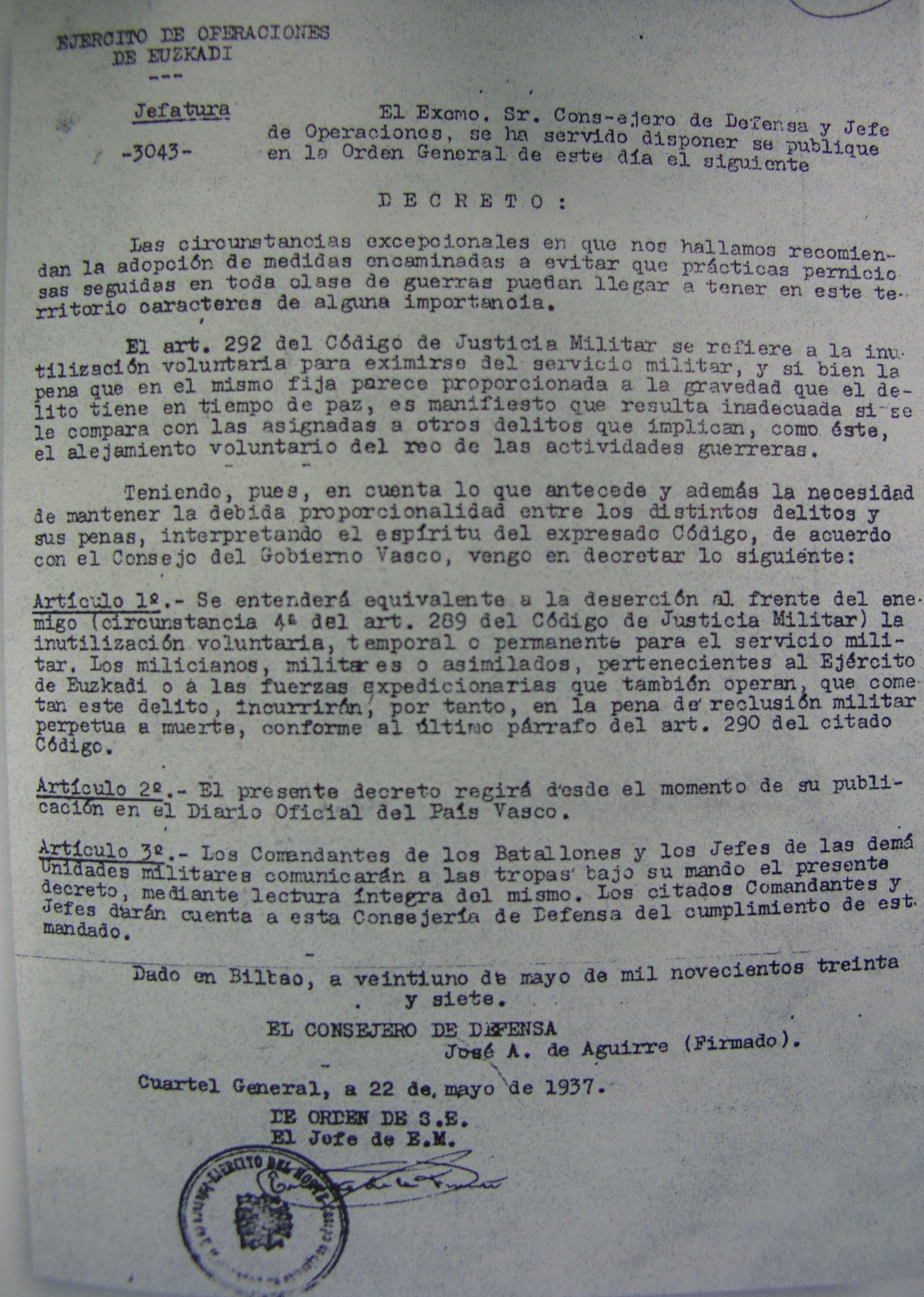
Decreto firmado por José Antonio Aguirre en 1937.

En junio de 1937, las tropas franquistas rompen el conocido Cinturón de Hierro de Bilbao y entran en la capital vizcaína, gracias a la traición de Alejandro Goicoechea. Aguirre traslada su gobierno a Trucíos antes de poner rumbo a Santander, donde se alojaría en la Finca Mataleña, y, posteriormente, a Cataluña, donde estaba dispuesto a seguir luchando con sus hombres. Mientras tanto, el dirigente nacionalista vasco Juan de Ajuriaguerra pacta una rendición en Santoña con los italianos (Pacto de Santoña), que no será admitida por Franco.
El nuevo alcalde de Bilbao nombrado por los sublevados, el falangista José María de Areilza, tras afirmar que «ha caído vencida, aniquilada para siempre esa horrible pesadilla siniestra y atroz, que se llamaba Euskadi», le dedica estos insultos a José Antonio Aguirre:

Para siempre has caído tú, rastacueros del nacionalismo vasco, mezquino, rencoroso, torcido y ruin que jugaste a personaje durante los once meses de crimen y robo en que te encaramaste al poder, mientras los pobres gudaris cazados a lazo como cuadrúpedos en las aldeas se dejaban la piel en las montañas de Vizcaya.

## El exilio

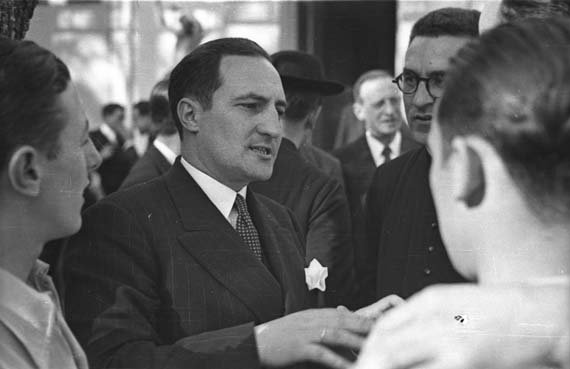
El lendakari Aguirre en el exilio francés (abril de 1939).

El primer lendakari de la historia huye a Francia tras la guerra con la ayuda de diplomáticos venezolanos. Hasta 1940, sostendrá el Gobierno Vasco en el exilio en París. Tras la invasión alemana de Francia logra huir a Bélgica, donde, con el canal de la Mancha bloqueado, comenzará una odisea para escapar de la Gestapo, que lo llevará desde Dunquerque a Bruselas, pasando por Berlín, bajo identidad panameña, y de allí a Suecia, donde embarcará finalmente rumbo a América, llegando a Río de Janeiro el 27 de agosto de 1941. Aún bajo identidad falsa, permanecerá varios meses en Brasil, Uruguay y Venezuela, hasta que el Gobierno de los Estados Unidos le autoriza a residir legalmente en su país. Así, se traslada a Nueva York, presidiendo la sede del Gobierno Vasco en el exilio; Aguirre permanecíó allí hasta 1946, ejerciendo al mismo tiempo como profesor en la Universidad de Columbia.
En 1946, regresa a Francia, en donde se constituye nuevamente el Gobierno Vasco. Aguirre participa en la creación de la Liga Internacional de Amigos de los Vascos, que llega a atraer 50 000 adherentes, entre ellos personalidades religiosas, como los cardenales Verdier y Griffin, políticos, intelectuales, artistas y escritores.
Participó en el Congreso de La Haya, donde los líderes europeos discutieron sobre la idea de una Europa unida y federada, y allí promovió su idea de una unión de los pueblos de Europa. El Gobierno en el exilio promoverá las masivas huelgas que sacudieron el País Vasco en 1947 y 1951. Después de estos incidentes, en junio de 1951 el Gobierno francés confisca las oficinas del Gobierno Vasco, en la avenida Marceau de París, y las entrega a los representantes de la dictadura franquista. En 1954, el ministro del Interior, François Mitterrand, prohíbe las emisiones de Radio Euzkadi.
El Gobierno Vasco en el exilio estuvo lejos de lograr sus objetivos. Sus políticas para ganar el apoyo de las democracias occidentales contra el franquismo lo llevaron a colaborar con el FBI estadounidense durante la guerra y hasta a expulsar a los miembros comunistas del Gobierno para no irritar a los estadounidenses. El Gobierno de los Estados Unidos vio que Franco era mucho más útil para sus propósitos durante la Guerra Fría y el ingreso de la España franquista en las Naciones Unidas en 1955 será un duro golpe para el Gobierno en el exilio. El único representante español en las Naciones Unidas había sido el delegado del Gobierno Vasco, Jesús de Galíndez, hasta su asesinato.
No obstante, hoy día se reconoce la influencia que la lucha de los diversos gobiernos autonómicos en el exilio ha tenido en las negociaciones, después de 1977, de los Estatutos de Autonomía de Cataluña, País Vasco y Galicia. Esa lucha reflejó la legitimidad histórica y jurídica que dichos estatutos habían adquirido durante la República, la cual fue preservada durante el franquismo por los gobiernos en el exilio de esas regiones.
El lendakari murió de un ataque cardíaco el 22 de marzo de 1960. Sus restos fueron trasladados al pueblo vascofrancés de San Juan de Luz, en los Pirineos Atlánticos, donde fueron enterrados.

## Toponimia y reconocimientos

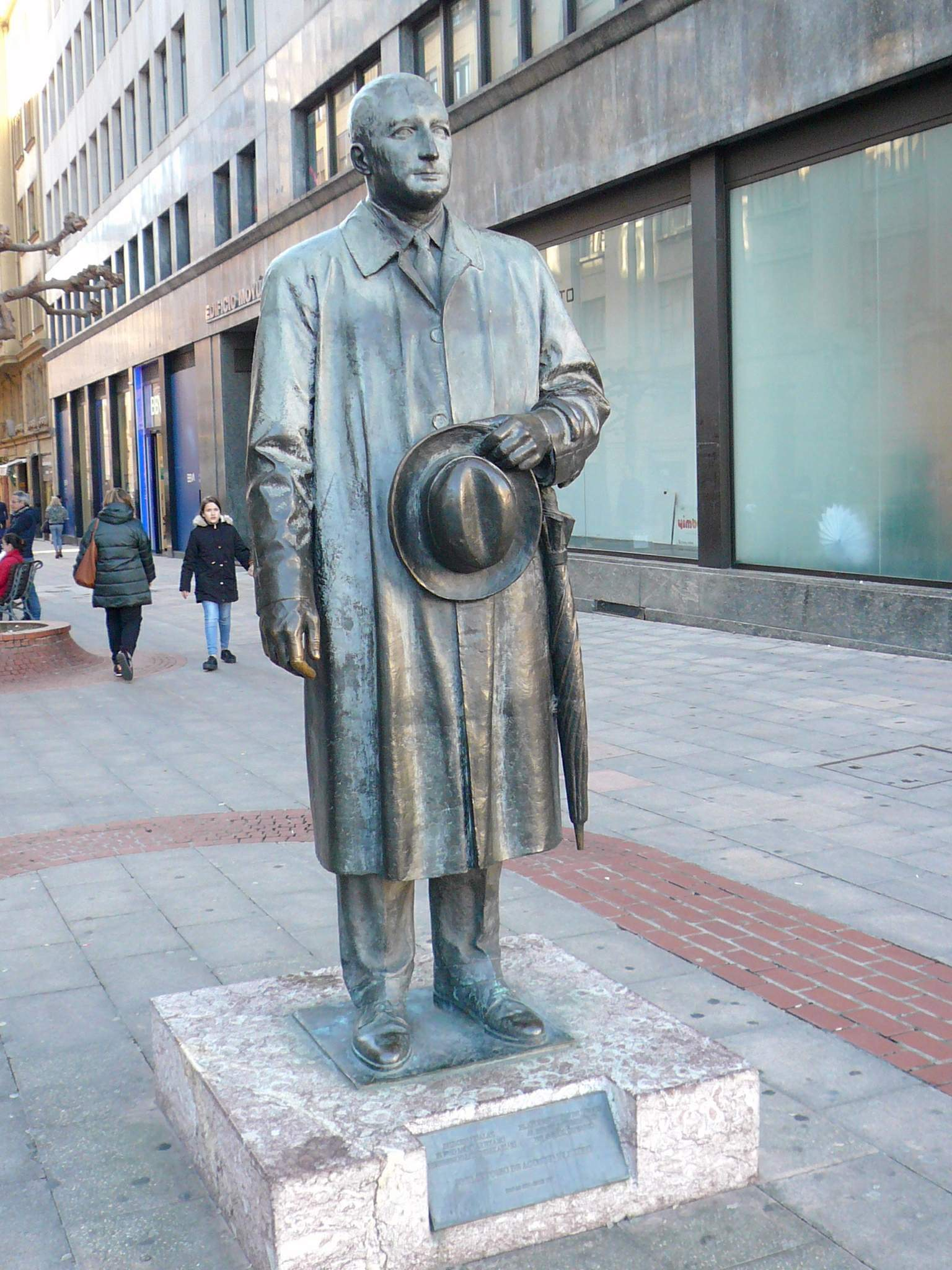
Estatua de José Antonio Aguirre en Bilbao.

Son muy numerosos los ayuntamientos que han querido honrar la memoria del lendakari dedicándole calles o plazas. Así, hoy en día el de José Antonio Aguirre es uno de los nombres más comunes en los callejeros del País Vasco, principalmente entre los municipios de la provincia de Vizcaya.[cita requerida]
- Axpe Achondo: calle.
- Alegría: plaza.
- Andoáin: plaza.
- Apatamonasterio: calle.
- Arcentales: avenida.
- Arceniega: paseo.
- Arrigorriaga: parque.
- Valmaseda: parque.
- Baquio: plaza.
- Basauri: avenida.
- Bedia: plaza.
- Berango: calle.
- Bérriz: paseo.
- Bilbao: avenida entre los barrios de San Ignacio y Deusto, estatua en la plaza Federico Moyúa y placa en la casa en la que nació.
- San Sebastián: puente sobre el río Urumea tras descartarse una pequeña calle en el área de Gurutze, en el barrio del Antiguo.
- Durango: calle.
- Erandio: plaza.
- Galdácano: plaza.
- Getafe: calle.
- Górliz: plaza.
- Guecho: plaza.
- Guetaria: plaza.
- Lanestosa: calle.
- Larrabezúa: calle.
- Leganés: calle.
- Lejona: avenida.
- Lemona: plaza.
- Montevideo: calle.
- Morga: plaza.
- Mundaca: plaza.
- Motrico: avenida.
- Mundaca: plaza.
- Nanclares de la Oca: parque.
- Orozco: plaza.
- Rentería: plaza
- Santurce: busto en la zona portuaria.
- Sestao: cuenta con la denominación de gran vía.
- Sondica: avenida.
- Trucíos: avenida.
- Valle de Trápaga: grupo de edificios de viviendas.
- Vitoria: calle en el centro y placa recordatoria.
- Yurre: avenida.
- Zaldívar: parque.
- Zalla: avenida.

En 2010 le fue concedida a título póstumo la Gran Cruz del Árbol de Guernica, máxima condecoración que otorga el Gobierno Vasco.